# Torralba (Kasztília-La Mancha)
Torralba egy község Spanyolországban, Cuenca tartományban. Torralba Sotorribas, Villar de Domingo García, Villas de la Ventosa, Arrancacepas és Albalate de las Nogueras községekkel határos. Lakosainak száma 113 fő (2024).

## Népesség
A település népessége az utóbbi években az alábbiak szerint változott:
| Lakosok száma | 193  | 186  | 176  | 165  | 167  | 134  | 121  | 112  | 109  | 113  |
|               | 2001 | 2004 | 2006 | 2009 | 2011 | 2014 | 2016 | 2019 | 2021 | 2024 |